# Woldstedtius hugoi
Woldstedtius hugoi là một loài tò vò trong họ Ichneumonidae.